# Burning for Love
Burning of Love è una canzone dei Bon Jovi, scritta da Jon Bon Jovi e Richie Sambora. Fu estratta come terzo e ultimo singolo dal primo album in studio del gruppo, Bon Jovi, nel 1984. Fu pubblicato solo per il mercato giapponese e, forse anche per questo motivo, del brano non è stato realizzato un videoclip.

## Tracce
Versione giapponese
1. Breakout - 5:23 (Jon Bon Jovi, David Rashbaum)
2. Runaway - 3:50 (Bon Jovi, George Karak)
3. Burning for Love - 3:54 (Bon Jovi, Richie Sambora)

## Formazione
- Jon Bon Jovi - voce
- Richie Sambora - chitarra solista, seconda voce
- David Bryan - tastiere, seconda voce
- Alec John Such - basso, seconda voce
- Tico Torres - batteria, percussioni